# Voice of America
Voice of America és el servei de ràdio i televisió internacional del govern dels Estats Units d'Amèrica. Pertany a la IBB. La VOA té la seu central a la 330 Independence Avenue SW de la capital del país, Washington DC i és considerada com un dels grups de radiodifusió més grans del món, en estar disponible en més de 100 països i més de 60 idiomes.
El senyal d'interval de la VOA (ràdio) és el Yankee Doodle, tocada per una orquestra. Estudiosos i comentaristes han definit a l'emissora com un instrument de propaganda al servei del govern dels Estats Units. Voice of America no va poder emetre dins dels Estats Units entre 1948 i 2013 en virtut de la Llei Smith-Mundt, definida com una «llei anti-propaganda», pel que va centrar les seves operacions a l'estranger.

## Ràdio

### Història

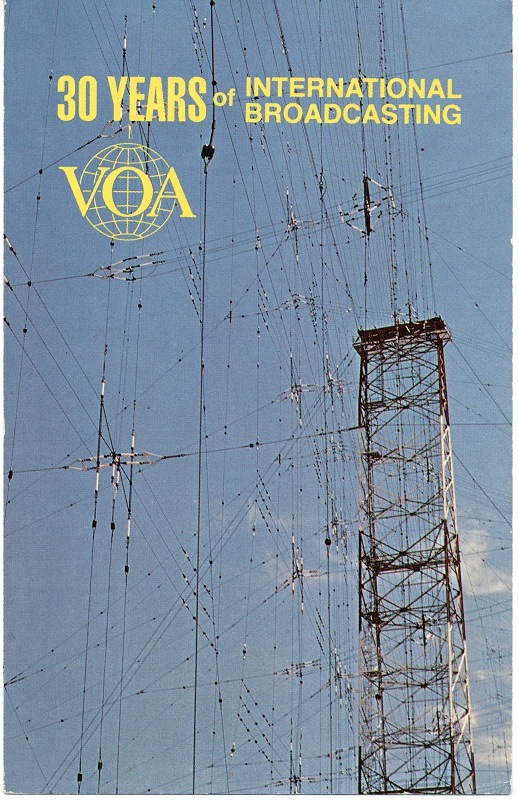
Targeta QSL de Voice of America, 1972

La VOA començar a transmetre l'1 de febrer de 1942. En aquesta data, el locutor William Harlan Hali va dir en alemany les primeres paraules escoltades a través de la VOA: Aquí parla una veu des d'Amèrica. Tots els dies, a aquesta hora, li portarem notícies de la guerra. Les notícies poden ser bones o dolentes per a nosaltres. Sempre direm la veritat. Aquesta primera emissió de la VOA a Europa va ser feta amb transmissors d'ona llarga i mitja de la BBC. Anterior a aquesta data, el govern nord-americà havia creat en 1941 el Foreign Information Service (FIS) per a la producció de programes per a Europa i Àsia transmesos per estacions d'ona curta privades ubicades als Estats Units. Al juny de 1942, la VOA emetia en 27 idiomes. La VOA va començar a transmetre informació cap a l'antiga URSS el 17 de febrer de 1947.
Durant la Guerra Freda era administrada per l'Agència d'Informació dels Estats Units (USIA). El 1980, VOA va expandir el seu servei a la televisió i va col·laborar en la creació de programes especials per a Ràdio Martí (1985) i TV Martí (1990). Des de 1959 la VOA usa anglès especial en la transmissió dels seus noticiaris per facilitar la seva comprensió als no parlants d'anglès. El 1994 la VOA va començar a oferir el seu material per Internet. L'1 de novembre de 2000, la VOA llançar el www.VOANews.com, un servei de notícies de 24 hores en anglès per Internet. A mitjans de la primera dècada del segle xxi, VOA estava disponible en altres llenguatges a través d'una xarxa de distribució que feia servir més de 14.000 servidors en 65 països. El pressupost per a 2007 va proposar reduccions de la seva programació en anglès en eliminar VOA notícies, ara VOA Ràdio, mentre continuava oferint VOA a Àfrica, VOA especial en anglès i la pàgina web de VOA a Internet.

### Serveis en llengües estrangeres
Actualment, els serveis de la VOA són:
| Llengua                      | Començament                                                                      |
| Albanès                      | des de 1943 fins 1945; des de 1951                                               |
| Amàric                       | des de 1982                                                                      |
| Armeni                       | des de 1951                                                                      |
| Azerí                        | des del 1951 fins 1953; des de 1982                                              |
| Bengalí                      | des de 1958                                                                      |
| Birmà                        | des de 1943 fins 1945; des de 1951                                               |
| Bosni                        | des de 1996                                                                      |
| Camboià                      | des de 1955 fins 1957; des de 1962                                               |
| Cantonès                     | des de 1941 fins 1945; des de 1949 fins 1963; des de 1987                        |
| Xinès mandarí                | des de 1941                                                                      |
| Coreà                        | des de 1942                                                                      |
| Crioll haitià                | des de 1987                                                                      |
| Dari                         | des de 1980                                                                      |
| Castellà per América llatina | des de 1941 fins 1945; des de 1946 fins 1948; des de 1953 fins 1956; des de 1960 |
| Francès per a Àfrica         | des de 1960                                                                      |
| Georgià                      | des de 1951                                                                      |
| Grec                         | des de 1942                                                                      |
| Hausa                        | des de 1979                                                                      |
| Indonesi                     | des de 1942                                                                      |
| Anglès                       | des de 1942                                                                      |
| Kinyarwanda                  | des de 1996                                                                      |
| Kirundi                      | des de 1996                                                                      |
| Kurd                         | des de 1992                                                                      |
| Lao                          | des de 1962                                                                      |
| Macedoni                     | des de 1999                                                                      |
| Ndebele                      | des de 2003                                                                      |
| Pashto                       | des de 1982                                                                      |
| Persa                        | des de 1942 fins 1945; des de 1949 fins 1960; des de 1964 fins 1966; des de 1979 |
| Portuguès per a Àfrica       | des de 1976                                                                      |
| Oromo                        | des de 1996                                                                      |
| Rus                          | des de 1947                                                                      |
| Serbi                        | des de 1943                                                                      |
| Shona                        | des de 2003                                                                      |
| Somalí                       | des de 1992 fins 1994; des de 2007                                               |
| Suajili                      | des de 1962                                                                      |
| Tailandès                    | des de 1942 fins 1958; des de 1962 fins 1988; des de 1988                        |
| Tibetà                       | des de 1991                                                                      |
| Tigrinya                     | des de 1996                                                                      |
| Turc                         | des de 1942 fins 1945; des de 1948                                               |
| Ucranià                      | des de 1949                                                                      |
| Urdu                         | des del 1951 fins 1953; des de 1954                                              |
| Uzbek                        | 1958; des de 1972                                                                |
| Vietnamita                   | des de 1943 fins 1946; des de 1951                                               |

El servei en anglès es difon per Àfrica, Àsia central, Medi orient, Àsia del Sud i Àsia oriental. La VOA també ofereix des de 1959 un servei en anglès simplificat per a l'Àfrica, l'Àsia central, Medi orient, Àsia del Sud, Àsia Oriental, Europa i Amèrica Llatina.
La VOA s'escolta ininterrompudament per ona curta a Amèrica Llatina des de 1960. També va tenir un senyal per a Espanya, però va durar des de 1942-1955. Posteriorment, la VOA va col·locar programes en diverses ràdios d'Espanya entre 1955 i 1993.

## Regulació
Sota la Llei Smith-Mundt de 1948, els serveis que presta la VOA no van ser transmesos als Estats Units entre 1948 i fins a la derogació de la llei en 2013. La raó original va residir a mantenir al govern federal apartat dels assumptes interns, a diferència del que succeïa en altres països. Amb la llei s'evitava que el govern intervingués, alhora que protegia els interessos de les empreses particulars dedicades a la transmissió d'informació. De totes maneres, els nord-americans podien escoltar l'emissora a través d'Internet o l'ona curta.
L'organització matriu de la VOA és l'International Broadcasting Bureau que és supervisat pel Broadcasting Board of Governors els integrants són designats pel president dels Estats Units.

## Televisió

### Història
El servei de TV va ser creat el 16 de maig de 2004 mitjançant la fusió de la cadena Worldnet (servei creat el 1983), l'anterior servei internacional de TV de l'IBB, i la VOA. Bona part dels programes de la VOA són en anglès. La VOA passa també alguns espais en anglès simplificat. La VOA difon els caps de setmana el senyal de C-SPAN, una cadena per cable que emet esdeveniments públics i actes polítics.

### Serveis en llengües estrangeres
A més de l'anglès, el canal de la VOA transmet, segons l'àrea geogràfica, en albanès, àrab, armeni, àzeri, bengalí, bosnià, xinès cantonès, xinès mandarí, croat, dari, espanyol, francès, grec, indonesi, italià, macedoni, paixtu, persa, rus, serbi, tibetà, turc, ucraïnès, urdú i uzbek.

## Mitjans de transmissió
La VOA transmet per ona curta (ràdio), satèl·lit (ràdio i televisió); Internet (webcasting i podcasting al seu lloc web www.voanews.com) i per estacions de ràdio i TV afiliades de diversos països. El lloc web té versió per a telèfons mòbils.
Sota la llei Smith-Mundt de 1948, els serveis de la VOA no es transmeten per aire dins dels Estats Units, per evitar la intervenció del govern en els assumptes domèstics; així com protegir els interessos de les empreses de comunicació particulars. De totes maneres, els nord-americans poden escoltar o veure la VOA a través d'Internet.
La VOA té un canal oficial a YouTube i pàgines pròpies a Facebook i Twitter.